# Década de 1170 a.C.

## Eventos
- 1179 a.C. - Ninurta-apil-Ekur sucedido, como rei da Assíria, por Aššur-dan I.[1]
- 1175 a.C. - Uma das datas propostas para a fundação de Alba Longa, na Itália. Outra data é 1153 a.C.[2]
- 1175 a.C. - Data aproximada da fundação de Halicarnasso, segundo embaixadores desta cidade enviados a Roma no ano 26 d.C.[3]
- 1173 a.C. - Zameys ou Ninyas, rei da Assíria, sucessor de Semíramis. Ele reinou por trinta e oito anos.[4][Nota 1]
- 1172 a.C. - Meli-Šipak sucedido, como rei da Babilônia, por Marduk-apla-iddina I.[1]

## Mortes
- 1173 a.C. - Semíramis, rainha da Assíria.[Nota 2]